# Rispen-Segge
Die Rispen-Segge (Carex paniculata) ist eine Pflanzenart aus der Gattung der Seggen (Carex) innerhalb der Familie der Sauergrasgewächse (Cyperaceae).

## Beschreibung

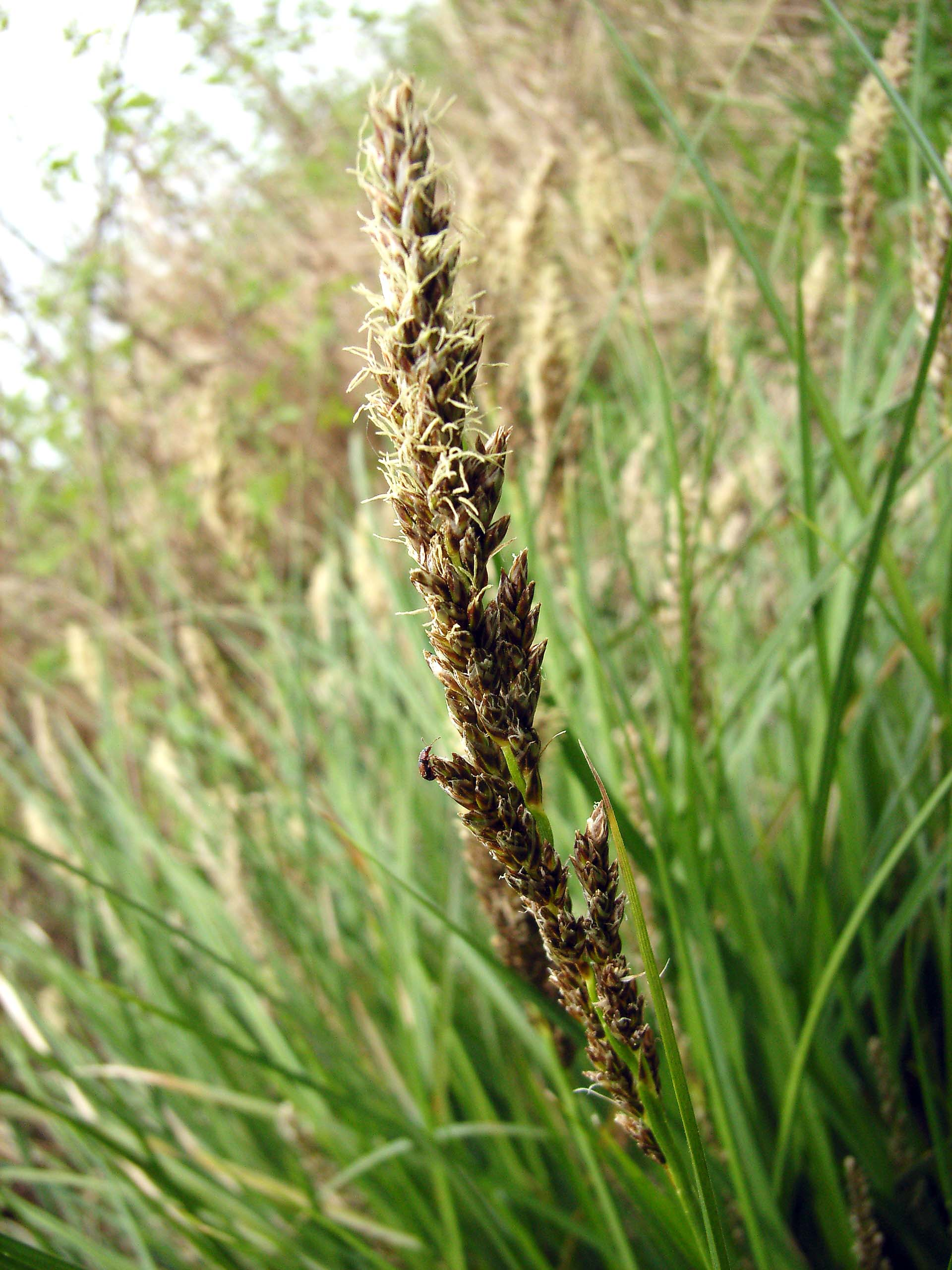
Blütenstand zur Blütezeit, an der Spitze die männlichen Blüten

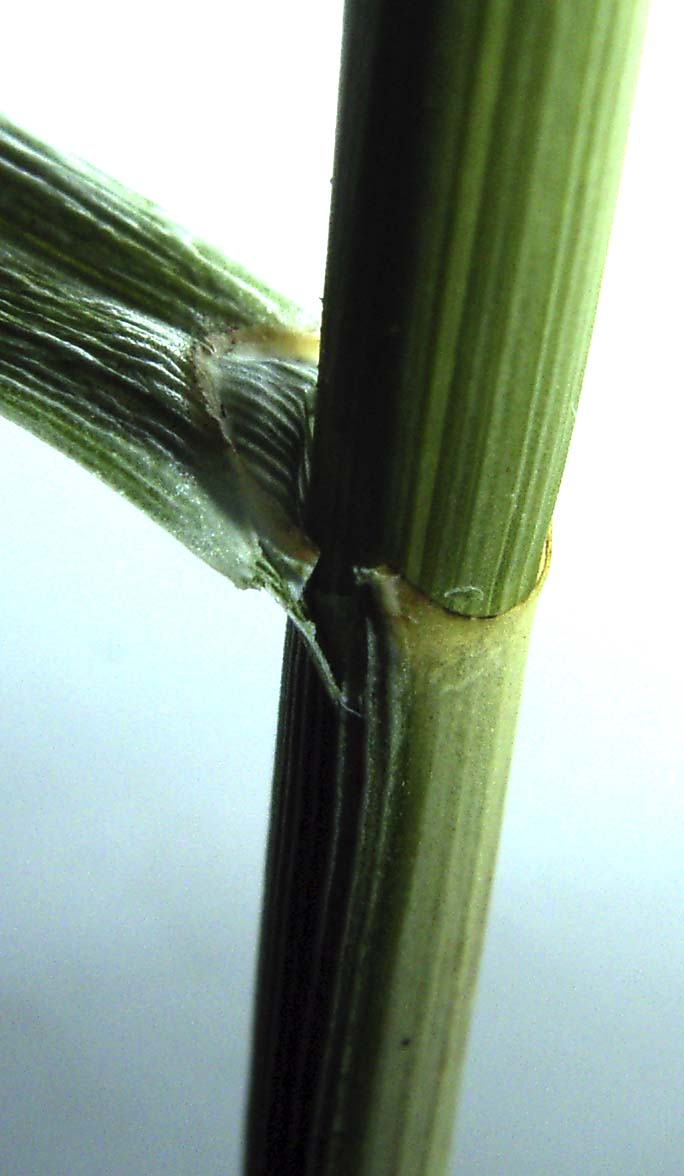
Blatthäutchen und vordere Scheidenwand

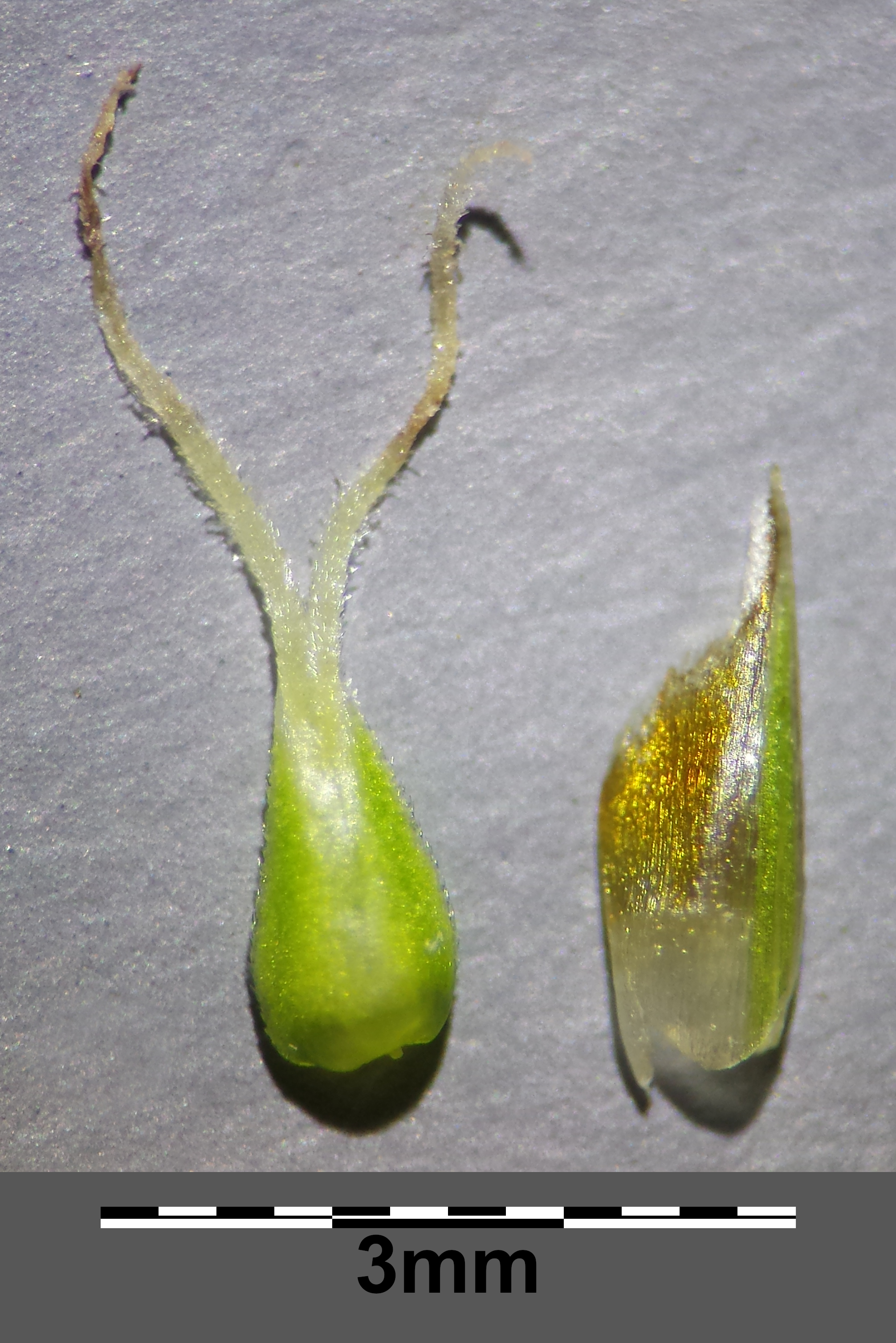
Fruchtschlauch und Spelze

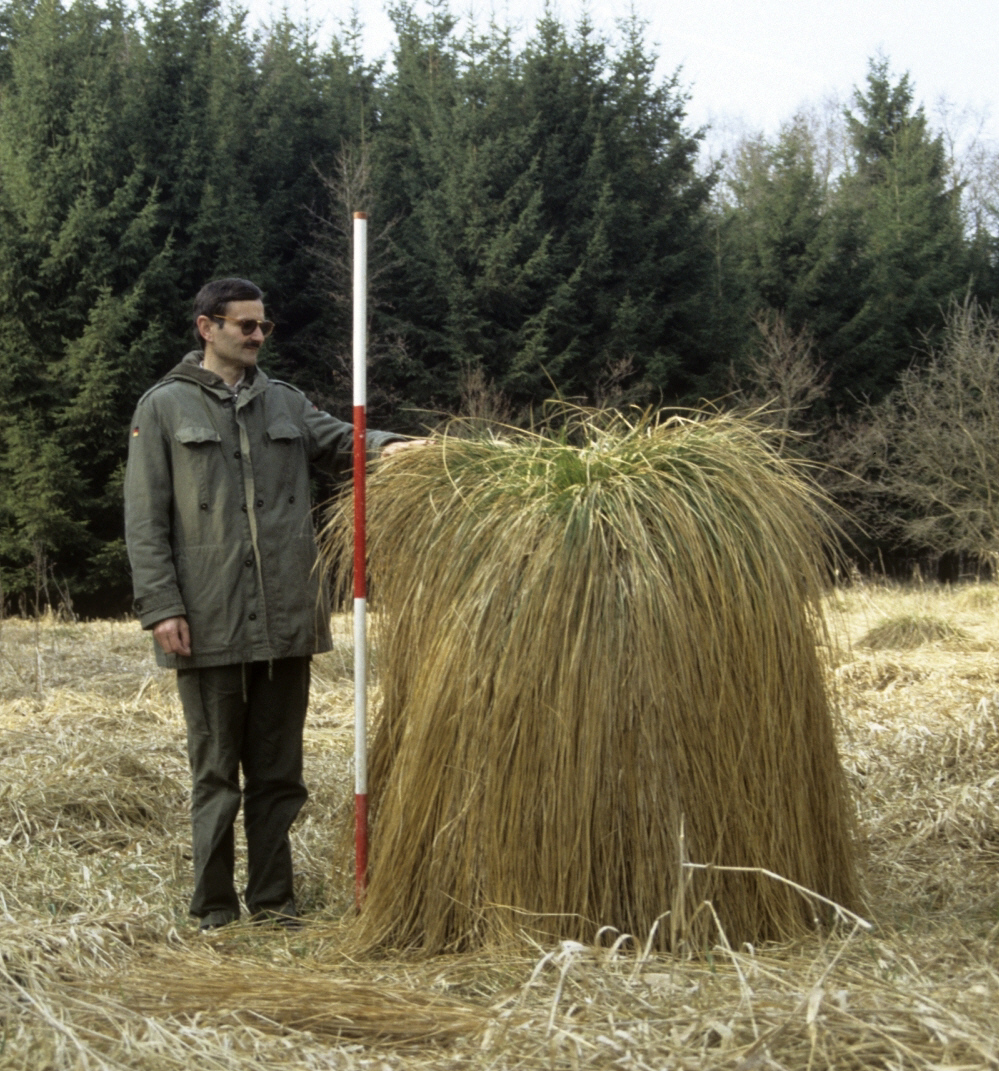
Dieses 140 Zentimeter hohe Exemplar bei Aulendorf in Baden-Württemberg ging 1992 ins Guinness-Buch der Rekorde ein.

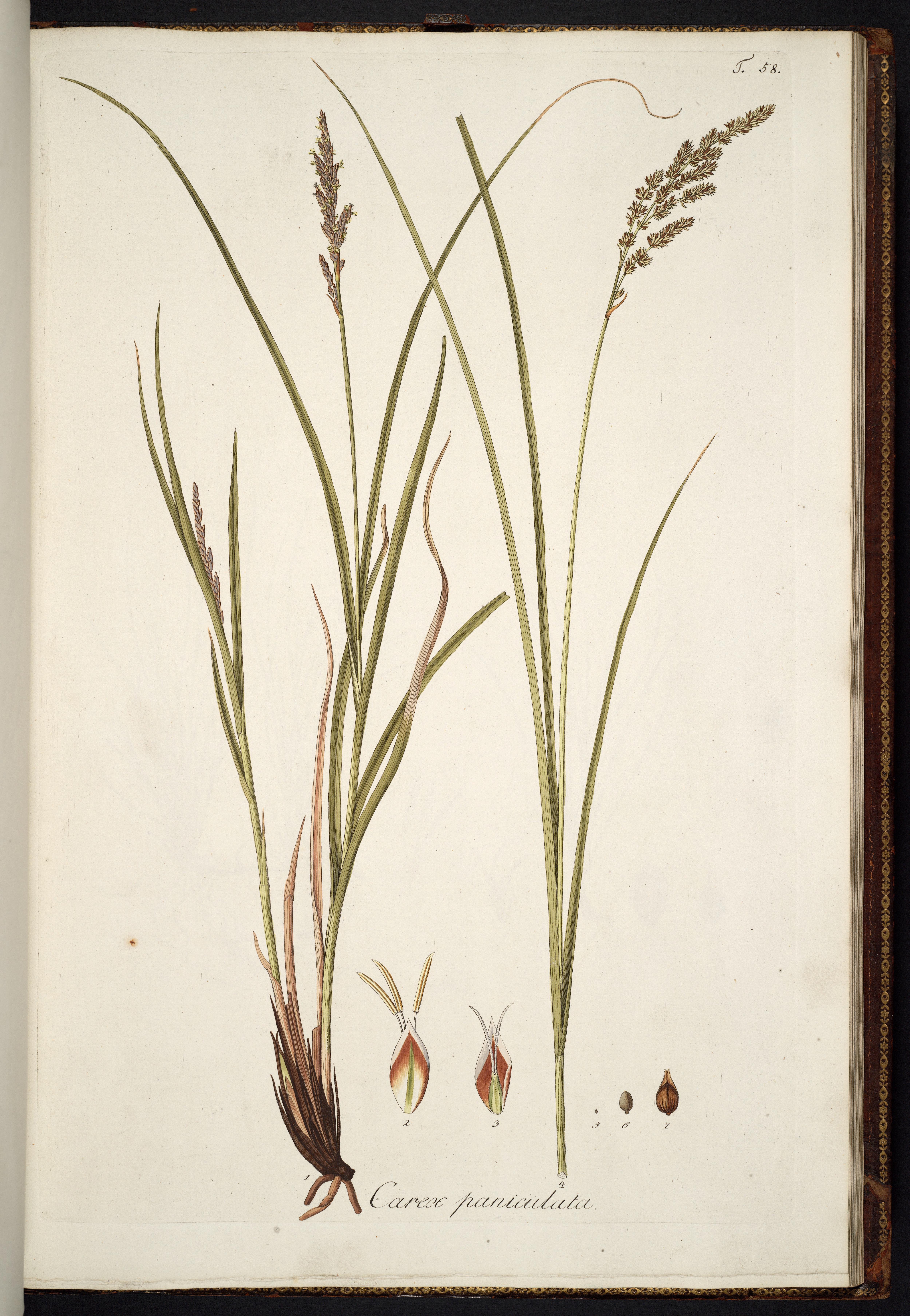
Illustration

### Vegetative Merkmale
Die Rispen-Segge ist eine sommergrüne, ausdauernde krautige Pflanze. Sie bildet 30 bis 150 Zentimeter hohe und im Durchmesser 1,5 Meter messende, kräftige Bulte bzw. Horste mit einem reichen Wurzelwerk und sehr dicken, dunkelbraunen Wurzeln. Die stehende Grundachse wächst etwas stockwerkartig. Die 60 bis 150 Zentimeter langen, scharf-dreikantigen, sehr rauen Stängel wachsen etwas bogenförmig überhängend. Die flachen, grau-grünen, derben und steifen Laubblätter sind bis 30 bis 60 Zentimeter lang sowie 3 und 6 Millimeter breit und an den Rändern schneidend rau. Die untersten Blattscheiden sind hell- bis schwarzbraun und bilden keinen Faserschopf. Die vorderen Scheidenwände der oberen Blattscheiden sind derbhäutig, weißlich und nicht so leicht zerreißend. Der obere Rand ist etwas nach unten ausgebuchtet. Das Blatthäutchen ist als schmaler, 2 bis 5 Millimeter breiter Saum ausgebildet. Die Scheidenmündung ist kreisrund.

### Generative Merkmale
Der hell-braune, rispige, selten auch ährige Blütenstand enthält zahlreiche Ährchen. Er ist 5 bis 10, selten bis zu 20 Zentimeter lang an bis zu 8 Zentimeter langen, abstehenden Ästen. Die Rispenäste sind rau und tragen pfriemenförmige Tragblätter. Die oberen Ährchen dieser Gleichährigen Segge bestehen aus männlichen Blüten; die unteren aus weiblichen Einzelblüten. Die Spelzen sind bei einer Länge von etwa 3,5 Millimetern sowie einer Breite von etwa 2 Millimetern eiförmig mit spitzem oberen Ende, hell-braun mit hellerem Kiel und breiten weißlichen Hauträndern. Die hell-braunen, schräg abstehenden und glänzenden Fruchtschläuche (Utriculi) sind 2,5 bis 3 Millimeter lang und etwa 1,5 Millimeter breit. Sie sind auf beiden Seiten gewölbt und allmählich in den zweizähnigen, etwas nach innen gebogenen Schnabel verschmälert. Sie sind oberwärts an den Rändern scharf gezähnt. Der Fruchtknoten trägt zwei Narben.
Die gelb-braune Frucht ist bei einer Länge von 1,5 bis 2 Millimetern sowie einem Durchmesser von etwa 1 Millimeter eiförmig.
Die Chromosomenzahl beträgt 2n = 60, 62 oder 64.

## Ökologie und Phänologie
Bei der Rispen-Segge handelt es sich um einen Hemikryptophyten. Diese Großsegge bildet an sumpfig-nassen Standorten große und stattliche Horste bzw. Bulte oder Bülte.
Die Hauptblütezeit der Rispen-Segge erstreckt sich von Mai bis Juni. Zuweilen blüht die Segge bereits im April. Die Bestäubung der Blüten erfolgt durch den Wind. Zur Ausbreitung der Diasporen dienen die Wasser-, Wind-, Klett- und Selbstausbreitung.

## Vorkommen
Die Rispen-Segge kommt in Europa in fast allen Ländern vor, fehlt aber in Island, Moldau und im europäischen Teil der Türkei. Außerhalb Europas kommt sie in Westasien, in Kleinasien, Nordafrika, auf Teneriffa und den Kapverdischen Inseln vor. Sie ist auf der Nordinsel Neuseelands ein Neophyt.
Sie wächst vorwiegend in Kalkgebieten des Flachlandes und der Gebirgslagen bis in Höhenlagen von meist 1750 Metern. In den Allgäuer Alpen steigt sie im Kleinen Walsertal zwischen Kanzelwand und Kuhgehrenspitze bis zu 1900 Meter auf. In Graubünden erreicht sie an den Plattnerbergen im Avers 2300 Meter.
Die Rispen-Segge ist eine Halblicht- bis Schattenpflanze. Ihr ökologischer Schwerpunkt liegt auf sickernassen, stickstoffarmen bis mäßig stickstoffreichen und basenreichen Tuff- und Torfböden gemäßigter Klimabereiche. Sie ist die Kennart der Pflanzengesellschaft (Assoziation) des Rispenseggen-Riedes (Caricetum paniculatae). Dort wächst sie oft gemeinsam mit der Sumpf-Segge (Carex acutiformis), Sumpf-Labkraut (Galium palustre) und Ufer-Wolfstrapp (Lycopus europaeus).
Die ökologischen Zeigerwerte nach Landolt et al. 2010 sind in der Schweiz: Feuchtezahl F = 5w+ (überschwemmt aber stark wechselnd), Lichtzahl L = 4 (hell), Reaktionszahl R = 4 (neutral bis basisch), Temperaturzahl T = 3 (montan), Nährstoffzahl N = 4 (nährstoffreich), Kontinentalitätszahl K = 2 (subozeanisch).
Sie siedelt zerstreut aber gesellig in Großseggenrieden vor allem im Verlandungsbereich mäßig nährstoffreicher bis nährstoffreicher (meso- bis eutropher) Stillgewässer, an Quellen, in Gräben sowie in Erlenbrüchen und Auwäldern.

## Taxonomie und Systematik
Die Erstveröffentlichung von Carex paniculata erfolgte 1755 durch Carl von Linné in Centuria I. Plantarum ..., Seite 32. Das Artepitheton ist lateinischen Ursprungs von paniculátus, -a, -um für rispig und nimmt auf den rispigen Blütenstand Bezug.

### Unterarten und ihre Verbreitung
Je nach Autor gibt es einige Unterarten:
- Carex paniculata subsp. calderae (A.Hansen) Lewej. & Lobin: Sie kommt auf den  Kanarischen Inseln (Teneriffa) vor.[3]
- Carex paniculata subsp. hansenii Lewej. & Lobin (Syn.: Carex hansenii (Lewej. & Lobin) Rivas Mart., Lousã, J.C.Costa & Maria C.Duarte): Sie kommt auf den Kapverdischen Inseln vor.
- Carex paniculata subsp. lusitanica (Willd.) Maire: Sie kommt in Marokko, in Portugal, Spanien und Frankreich vor.[3]
- Carex paniculata subsp. paniculata: Europa, westliches Asien (Kaukasus), Nordafrika (Marokko)
- Carex paniculata subsp. szovitsii (V.I.Krecz.) Ö.Nilsson (Syn.: Carex szovitsii V.I.Krecz.): Sie kommt in der Türkei, in Armenien, Georgien und im nördlichen Kaukasusgebiet vor.[3]

### Hybriden
Die Rispen-Segge bildet mit der Winkel-Segge (Carex remota) die Hybride Carex ×boenninghauseniana Kunth. Ferner werden Bastarde mit der Schwarzschopf-Segge (Carex appropinquata) (= Carex ×solstitialis Figert), der Hain-Segge (Carex otrubae), der Grauen Segge (Carex canescens), der Draht-Segge (Carex diandra), der Igel-Segge (Carex echinata), der Walzen-Segge (Carex elongata) und der Fuchs-Segge (Carex vulpina) beschrieben.